# Melanactes
Melanactes is een geslacht van kevers uit de familie  
kniptorren (Elateridae).
Het geslacht is voor het eerst wetenschappelijk beschreven in 1853 door LeConte.

## Soorten
Het geslacht omvat de volgende soorten:
- Melanactes consors LeConte, 1853
- Melanactes densus LeConte, 1853
- Melanactes morio (Fabricius, 1798)
- Melanactes piceus (DeGeer, 1774)
- Melanactes puncticollis (LeConte, 1852)
- Melanactes reichei (Germar, 1843)